# 布陸斯谷站
布陸斯谷站是印度尼西亞雅加達地鐵南北線的一座架空車站，位於南雅加達行政市芝蘭達鎮布陸斯谷村布陸斯谷道。該站在2019年3月24日雅加達地鐵南北線第一期通車時開放載客，設有5個出入口和2個側式月台。本車站由Grab冠名贊助。

## 歷史
南北線第一期（布陸斯谷站－印度尼西亞大酒店圓環站）於2013年10月10日動工，至2019年3月24日開放載客，布陸斯谷站因而啟用，成為南北線的終點站之一。

## 車站結構
布陸斯谷站屬於架空車站，長約200米，闊33.8米，設有2層，地面為出入口，一樓為公眾區／商業區，二樓為南北線月台（往印度尼西亞大酒店圓環）。
| 二樓 | 側式月台                               | 側式月台       |
| 二樓 | 南北線終點月台                         |                |
| 二樓 | 南北線列車往印度尼西亞大酒店圓環站方向 |                |
| 二樓 | 側式月台                               |                |
| 一樓 | 大堂                                   | 公眾區、商業區 |
| 地面 | 出入口                                 | 出入口         |

## 服務及接駁交通
工作日期間，南北線列車平時的班次平均為9分鐘一班，繁忙時段（早上7時至9時、晚上5時至7時）則縮短為平均5分鐘一班。假日期間，列車班次平均為10分鐘一班。從布陸斯谷站開往印度尼西亞大酒店圓環站的首班車在每天上午5時開出，末班車在每天晚上11時12分開出；開往M區站的末班車則在每天晚上11時27分開出。
乘客可在本站周圍換乘雅加達專線巴士6H號線、7A號線、8號線、S14號線、S21號線、S22號線，美都小巴B85號線、S72號線等巴士路線。

## 外部連結
- 雅加達地鐵公司：布陸斯谷站 （页面存档备份，存于） （印尼文）